# Stakingskas
Een stakingskas of weerstandskas is een fonds voor vakbonden, waaruit leden inkomstenderving bij stakingen ontvangen. Het is een methode om stakers te compenseren voor inkomensverlies tijdens een staking.
De kas wordt enkel in werking gesteld als er sprake is van daadwerkelijk inkomensverlies, meestal bij langdurige stakingen. Ontvangen stakingskasuitkeringen hoeven niet als loon opgegeven te worden en zijn daardoor belastingvrij.
In 2012 was de stakingskas van vakbond FNV bijna leeggeraakt door uittocht van leden. Een jaar daarvoor verloor de kas van de Christelijke vakbond ACV bijna 60 miljoen euro.

## Verder lezen
- Het belang van een stevige stakingskas - uit de dossiers van vakbondshistorie.nl.